# 洛克里奇鎮區 (愛荷華州傑佛遜縣)
洛克里奇鎮區（英語：Lockridge Township）是位於美國愛荷華州傑佛遜縣的一個行政鎮區。

## 地方資料
根據2010年美國人口普查的數據，洛克里奇鎮區的面積為93.63平方千米，當中陸地面積為92.89平方千米，而水域面積為0.74平方千米。當地共有人口646人，而人口密度為每平方千米6.9人。